# Obwód białostocki (ZSRR)
Obwód białostocki (biał. Беластоцкая вобласць (Biełastockaja wobłaść), ros. Белостокская область (Biełostokskaja obłast)) – jednostka podziału administracyjnego w granicach Białoruskiej Socjalistycznej Republiki Radzieckiej, powstała w wyniku sowieckiej agresji na Polskę, oraz okupacji jej wschodniej części, określanej propagandowo jako „zjednoczenie Zachodniej i Wschodniej Białorusi”. Formalnie istniała w latach 1939–1945, de facto w latach 1939–1941 i 1944–1945.

## Historia

Podział administracyjny obwodu białostockiego w 1940 roku na rejony

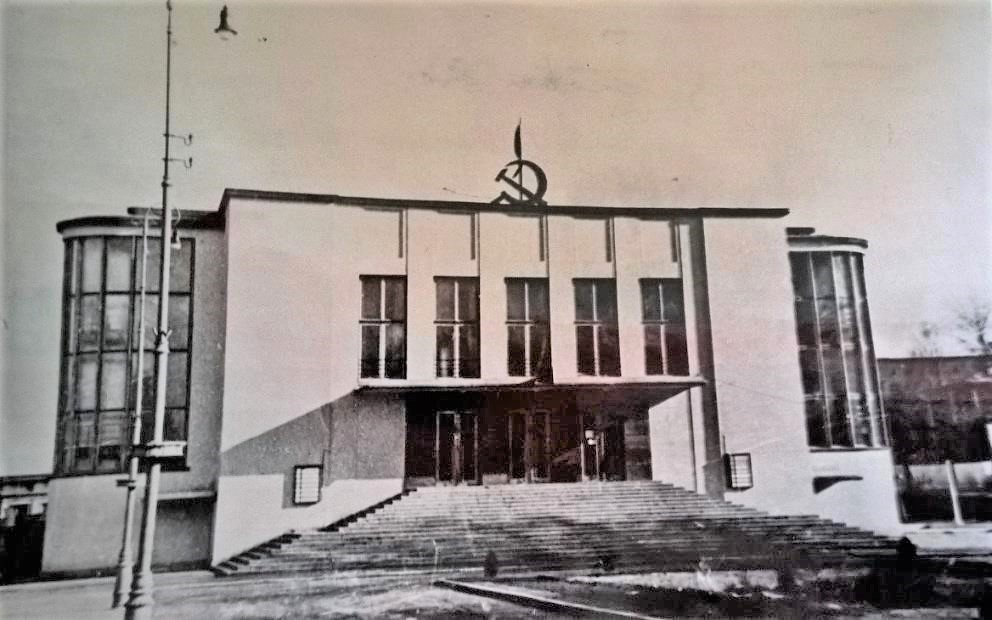
Fasada teatru w Białymstoku z sierpem i młotem pod okupacją sowiecką w 1939 roku

Obwód utworzono 4 grudnia 1939 r. dekretem Prezydium Rady Najwyższej ZSRR z części terytorium II Rzeczypospolitej zajętych przez Armię Czerwoną po kampanii wrześniowej. Po sfałszowanych wyborach ziemie te przyłączono do BSRR i utworzono z nich obwód białostocki. Stolicą obwodu, zgodnie z jego nazwą, był Białystok.
Do 1940 roku zachowany był podział na powiaty (уезды): augustowski (Августовский), białostocki (Белостокский), bielski (Бельский), grajewski (Граевский), grodzieński (Гродненский), łomżyński (Ломжинский), sokólski (Сокольский), wołkowyski (Волковыский), wysokomazowiecki (Высоко-Мазовецкий) oraz powiaty miejskie (города) Białystok (Белосток) i Grodno (Гродно). Zmianom uległ powiat łomżyński (przejmując części powiatu ostrołęckiego) i wysokomazowiecki (przejmując części powiatu ostrowskiego). Zmieniono też nazwę powiatu szczuczyńskiego na grajewski i nadano status powiatu miejskiego Grodnu.
15 stycznia 1940 w miejsce powiatów stworzone zostały 24 rejony: augustowski, białostocki, bielski, brański, ciechanowiecki, czyżewski, dąbrowski, grajewski, grodzieński, jedwabieński, kolneński, krynecki, łapski, łomżyński, moniecki (przemianowany w 1940 na knyszyński), porzecki (w 1940 w większej części przekazany Litewskiej SRR), skidelski, sokólski, sopoćkiński, śniadowski, świsłocki, wołkowyski, zabłudowski i zambrowski.
Od czerwca 1941 tereny te znajdowały się pod okupacją III Rzeszy, wchodząc w skład Bezirk Bialystok.
Po ponownym zajęciu terytorium obwodu przez Armię Czerwoną we wrześniu 1944 wrócił pod administrację BSSR, a jego wschodnie rejony przekazano 20 września 1944 r. do nowo powołanego obwodu grodzieńskiego. Na mocy umowy granicznej pomiędzy Polską a ZSRR z 16 sierpnia 1945 roku obwód zlikwidowano – 17 rejonów obwodu białostockiego wraz z 3 rejonami obwodu brzeskiego (hajnowskim, kleszczelskim oraz siemiatyckim) oddano Rzeczypospolitej Polskiej, a resztę przekazano do obwodu grodzieńskiego.

## Demografia
Według danych sowieckich w połowie 1940 r. obwód zamieszkiwało 1 322 260 osób, z czego 60,7% (802 770) stanowili Polacy, 22,7% (300 782) Białorusini, 14,6% (193 510) Żydzi, 0,63% (8639) Litwini, 0,09% (1246) Rosjanie, a 1,15% (15 313) tutejsi.

## Oświata

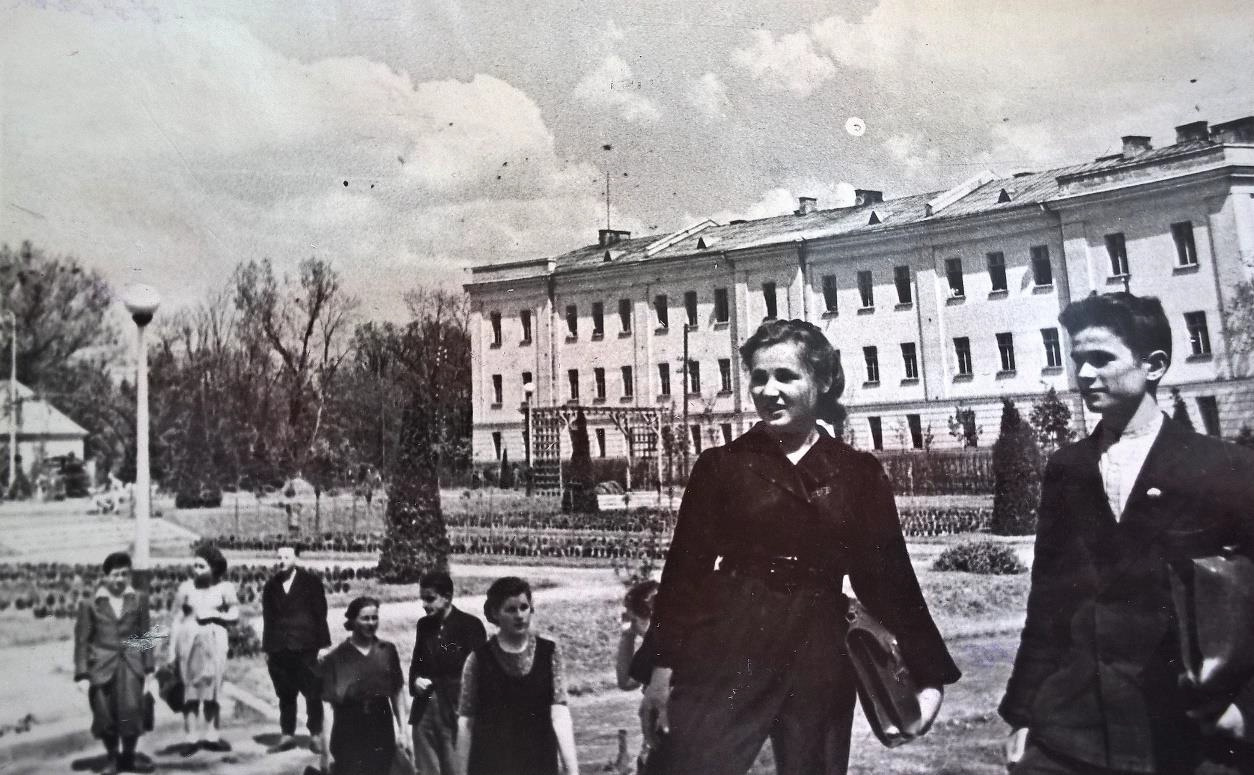
Studenci Instytutu Pedagogicznego w Białymstoku w 1939, kuźni nowych komunistycznych kadr

Władze sowieckie na terenie obwodu białostockiego wprowadziły reformę edukacji, upodabniając ją do systemu panującemu w innych częściach ZSRR. Na bazie dotychczasowych szkół i gimnazjów w roku szkolnym 1940/1941 zaczęto tworzyć technika, „dziesięciolatki”, „siedmiolatki” i szkoły początkowe. Wszystkie szkoły prywatne upaństwowiono. Powstawały także nowe placówki – otwarto 95 szkół średnich i 108 niepełnych średnich, w tym 47 z polskim językiem nauczania. Z braku wystarczającej liczby budynków na ich potrzeby przystosowano 73 dawne majątki ziemskie, w których uczyło się 10 tysięcy uczniów. Tworzono też sieć szkół żydowskich. Tuż przed wybuchem wojny niemiecko-radzieckiej w obwodzie białostockim działało 859 szkół z polskim językiem nauczania (ok. 112 tysięcy uczniów), 470 szkół z białoruskim językiem nauczania (ok. 300 tysięcy uczniów) oraz szkoły żydowskie. Ogółem na terytoriach tzw. Zachodniej Białorusi do początku 1940 roku istniało o 25% szkół więcej, niż rok wcześniej.